# Oxyfa

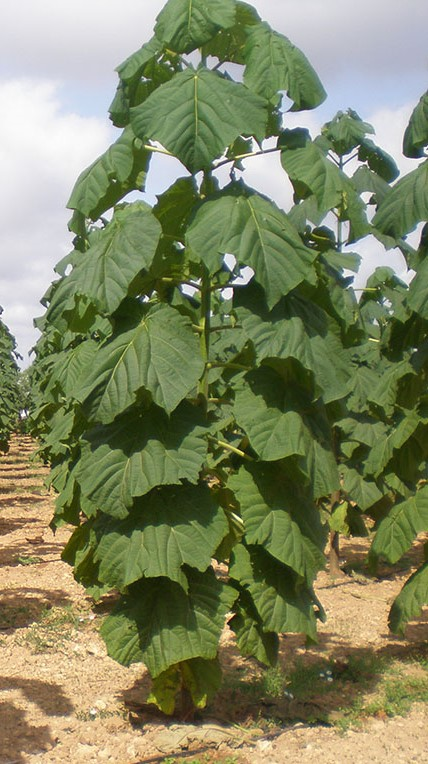
Paulownia Clon in Vitro 112

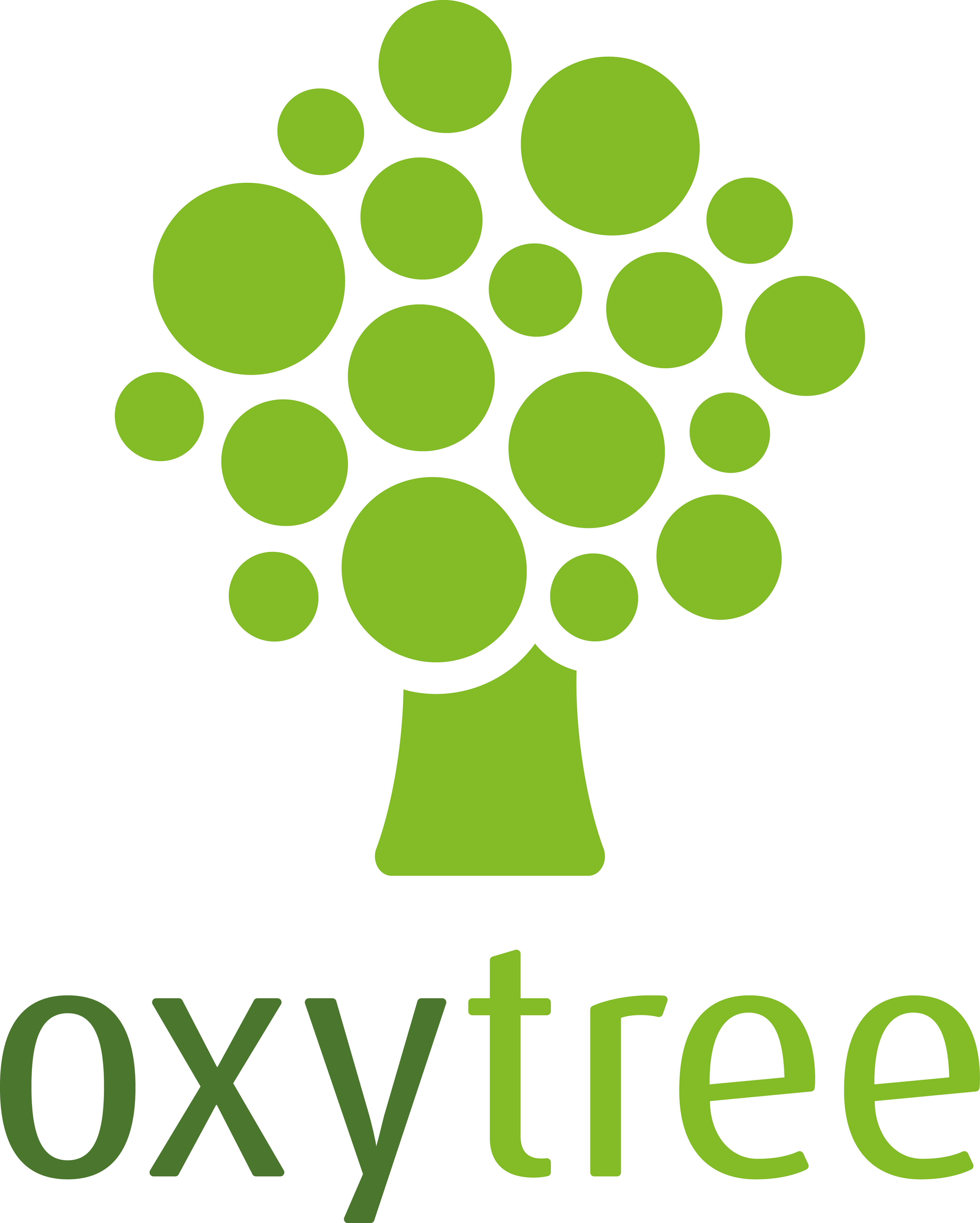
Az Oxyfa hivatalos logója

Az Oxyfa (Paulownia Clon in Vitro 112) mesterségesen keresztezett és klónozott fafajta. Ezt a növényt 2011-ben jegyezte be a EUROPA-Közösségi Növényfajta-hivatal (CPVO), az Európai Unió illetékes hatósága, ennek során nemzetközileg elismert európai útlevelet, minőségi bizonyítványt kapott.[forrás?]

## Elnevezése
Hivatalos neve Paulownia Clon in Vitro 112, vagyis az oxyfalaboratóriumban keresztezett és klónozott fa. Az „in vitro” latin kifejezés, jelentése „az üvegben”, ami az ellenőrzött körülmények között történő kitenyésztésre utal. A 112 a fajta számát jelöli, ami a Paulowniaceae család Paulownia Elongata és Fortunei fajainak keresztezéséből született.

## Jellemzői
Gyors növekedésű, lombhullató fa. Az ültetést követő hatodik évben elérheti a 16 méteres magasságot és a 35 cm-es törzsátmérőt. Főgyökérrendszere van, amely akár 9 méter mélyre is elér. Tuskóról újrasarjad, az első kivágást követően még 4-5 alkalommal újranő. Nagyméretű, 25-45 cm széles levelei vannak, a lombkoronája könnyen meghaladhatja a 10 méter átmérőt. Évente egyszer virágzik, gyümölcse tojás alakú, mintegy 3-5 cm-es. Rovarok és hernyók nem kedvelik. Stabilizálja a homokos, löszös talajokat, és a földcsuszamlásra hajlamos területeket. Jól tűri a szélsőséges időjárást (-25 °C és 45 °C között is megél), kevésbé jó adottságokkal rendelkező talajokban is jól érzi magát. A talaj kémhatására csak kis mértékben érzékeny, a tolerált pH-tartomány 5,5-8,7, normál csapadékigénye van, azaz 800 mm/év.

## Hasznosítása
Törzsét puhafa fűrészáruként lehet hasznosítani. Más fákhoz hasonlóan ágaiból, leveleiből, virágából és terméséből biomasszát lehet előállítani. Levele felhasználható takarmányozásra (magas a protein- és nitrogéntartalma). Faanyaga a csomagolóiparban, esetleg a bútoriparban használható. Az értékesítésre nem szánt faanyaga, az ágai alkalmasak fűtésre. Fűtőértéke egységnyi tömegre vetítve magas, egységnyi térfogatra vetítve kis sűrűsége miatt alacsony. Kedvező körülmények között akár 0,5 m3 tűzifaanyagot biztosít egy fa vágásonként.

## Faanyagának tulajdonságai
- sárgásfehér színű
- nagyon puha, a balsafához hasonlítható[2]
- nagyon könnyű, még a többi paulownia fajhoz viszonyítva is[2]
- egyenletes textúrájú
- jól szárítható
- használat közbeni stabilitása kiváló
- ellenálló a rovarokkal szemben
- könnyen megmunkálható
- jól festhető, lakkozható, ragasztható
- úszóképessége kiváló
- csak magas hőfokon gyúlékony (420-430 °C)
- fűtőértéke 4670 kcal/kg (19 520 kJ/kg) 0% nedvességtartalom esetén, kb. a lucfenyőnek megfelelő[3]

### Fizikai jellemzői
- Sűrűsége (élőnedves): 700-800 kg/m3
- Sűrűsége (száraz): 170-320 kg/m3[2]
- Janka-keménysége: 1330 kN
- Rugalmassága: 6,3 GPa
- Szakítószilárdsága: 42 MPa
- Kompressziós ellenállás: 20 MPa